# Pedro Zingone
Pedro Antonio Zingone Guarzo (* 20. Juli 1898 in Montevideo; † nach 1924 ebenda) war ein uruguayischer Fußballspieler.

## Verein
Mittelfeldspieler Zingone gehörte mindestens von 1923 bis 1924 dem Kader des in der Primera División spielenden Vereins Centro Atlético Lito an. 1923 belegte man den fünften Tabellenplatz, 1924 wurde er mit seiner Mannschaft Dritter in der während der Phase der Spaltung der Organisationsstruktur des uruguayischen Fußballs von der Federación Uruguaya de Football (FUF) ausgespielten Parallel-Meisterschaft.

## Nationalmannschaft
Zingone gehörte der uruguayischen A-Nationalmannschaft an. Dabei feierte er, ohne selbst ein Spiel bestritten zu haben, mit dem Kader der Celeste bei den Olympischen Sommerspielen 1924 seinen größten Karriereerfolg. Man wurde Olympiasieger. Auch nahm er mit der Nationalelf an der Südamerikameisterschaft 1923 (kein Einsatz) und 1924 (drei Einsätze, ein Tor) teil. Bei beiden Turnieren gewann Uruguay den Titel. Auch beim Copa Gran Premio de Honor Uruguayo des Jahres 1923 kam er zum Einsatz.

## Erfolge
- Olympiasieger 1924
- 2× Südamerikameister (1923, 1924)